# Précy
Précy – miejscowość i gmina we Francji, w Regionie Centralnym, w departamencie Cher.
Według danych na rok 1990 gminę zamieszkiwało 301 osób, a gęstość zaludnienia wynosiła 21 osób/km² (wśród 1842 gmin Regionu Centralnego Précy plasuje się na 840. miejscu pod względem liczby ludności, natomiast pod względem powierzchni na miejscu 915.).